# Payday 2
Payday 2 je kooperativní střílečka z pohledu první osoby, kterou vyvinula společnost Overkill Software a vydala 505 Games. Hra je pokračováním hry Payday: The Heist z roku 2011. Byla vydána v srpnu 2013 pro Windows, PlayStation 3 a Xbox 360. Vylepšená verze hry s podtitulem Crimewave Edition vyšla v červnu 2015 pro PlayStation 4 a Xbox One a v únoru 2018 pro Nintendo Switch.

## Hratelnost
Dva roky po událostech z předchozí hry přichází gang Payday do metropolitní oblasti Washingtonu, D.C., aby zde provedl další loupeže.
Hráč se ujímá kontroly nad jedním z dvaadvaceti členů gangu a může provádět loupeže sám nebo až se třemi spoluhráči. Hráč se může účastnit různých loupeží, mimo jiné loupeží bank, obchodů a obrněných vozů a výroby a distribuce drog. Hra se od předchozího dílu liší tím, že umožňuje mnohem větší přizpůsobení hráče (po estetické i herní stránce), poněkud vylepšené grafické rozhraní a zážitek, větší rozmanitost a hratelnost úrovní a má přepracované stealth mechaniky.

## Vydání a marketing
Hra původně vyšla v srpnu 2013 pro Windows, PlayStation 3 a Xbox 360.
K propagaci hry byl vytvořen doprovodný webový seriál. Hra vydělala jen na předobjednávkách a získala pozitivní recenze. V červnu 2015 vyšla hra Payday 2: Crimewave Edition, která nabízí vylepšenou grafiku, nový obsah a některé stahovatelné položky, pro PlayStation 4 a Xbox One.

### Pokračování
Pokračování s názvem Payday 3, vydané společností Deep Silver pod hlavičkou Plaion, vyšlo 21. září 2023.